# UBC Winter Sports Centre
UBC Winter Sports Centre nebo také UBC Thunderbird Arena je sportovní hala, kde hraje lední hokej
tým UBC Thunderbird, univerzitní tým Univerzity Britské Kolumbie.
Hala se nachází na místě bývalého sportovního komplexu a zahrnuje tři ledové plochy.
V r. 2010 se zde v rámci ZOH ve Vencouveru konaly hokejové zápasy žen a mužů. Při Zimních paralympijských hrách v roce 2010 se zde konal turnaj ve sledge hokeji.